# Svobodova mapa
Svobodova mapa je jednou z technik používaných pro zápis logických funkcí. Svobodova mapa je indexována binárně, tudíž se sousední pole nemusí lišit pouze v jedné proměnné (jako je tomu u Karnaughovy mapy). Mapa není vhodná pro minimalizaci funkce. Hodí se však pro získání inverzní funkce, kterou dostaneme rotací mapy o 180°.